# Rue Charles-Lecocq
La rue Charles-Lecocq est une voie située dans le 15e arrondissement de Paris, en France.

## Origine du nom
La rue est nommée en l'honneur du compositeur Charles Lecocq (1832-1918).

## Historique
Ancien « passage Denain » renommé « passage Dehaynin », la voie prend sa dénomination actuelle le 26 mars 1928.

## Bâtiments remarquables et lieux de mémoire
Cette rue, en grande partie reconstruite dans les années 1950-2000, conserve toutefois d'anciens bâtiments industriels qui abritent le dépôt de bus RATP de la Croix-Nivert.

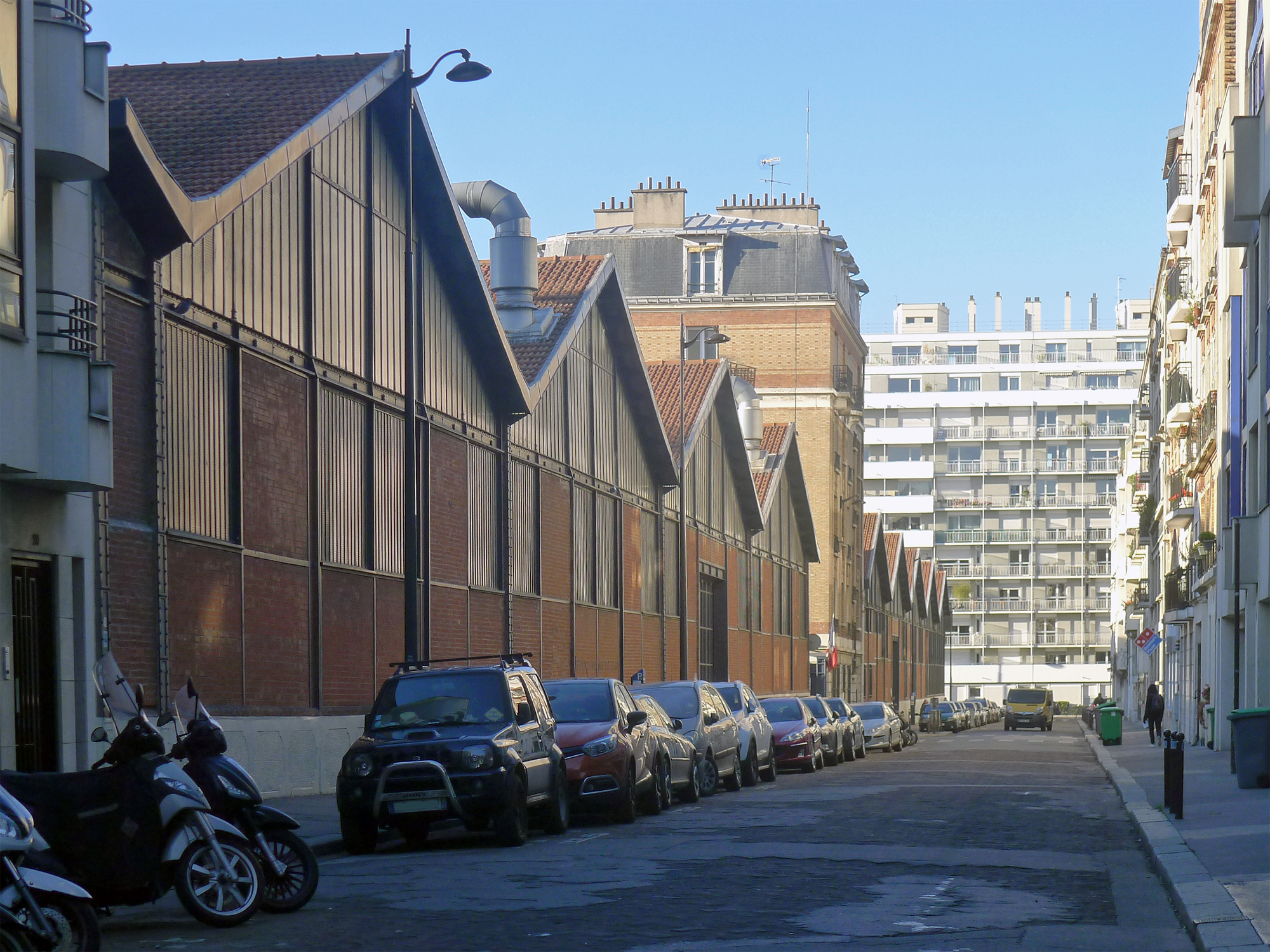
Bâtiments industriels.

## Compléments